# Апликација Букмаркер
Апликација Букмаркер: мој е-дневник читања је веб и мобилна апликација која је осмишљена, планирана и реализована у Градској библиотеци "Владислав Петковић Дис" Чачак у току 2021. године. Партнерске установе чачанске библиотеке су из још четири града у Србији: Народна библиотека "Стефан Првовенчани" Краљево, Народна библиотека "Радоје Домановић" Лесковац, Градска библиотека Нови Сад и Градска библиотека "Карло Бијелицки" Сомбор.

## О апликацији
Букмаркер је апликација намењена љубитељима књига свих узраста која може вишеструко употпунити њихово читалачко искуство. 
Она омогућава претрагу издања (по наслову, аутору, жанру, ISBN броју), персонализацију налога, повезивање корисника сличног читалачког укуса у виртуелне заједнице (читаонице) и додавање књига у базу путем Букмаркер прича. Апликација такође пружа могућност рангирања прочитаних књига кроз оцењивање и коментарисање, као и обележавање и дељење одломака из књига које корисници читају.

## Израда апликације
Аутори пројекта израде апликације Букмаркер су библиотекари Градске библиотеке у Чачку, Марија Радуловић и Богдан Трифуновић.
Развој апликације у 2021. години подржало је Министарство културе и информисања Републике Србије кроз одобрени пројекат Градске библиотеке Чачак, а Агенција за рачунарско програмирање Web Developer Чачак је ангажована за технички развој исте.
Софтверски код веб и мобилне верзије апликације Букмаркер, лого, УРЛ адреса, слоган „Букмаркер: мој е-дневник читања“ и визуелни идентитет, власништво су Градске библиотеке „Владислав Петковић Дисˮ Чачак.

## Услови коришћења апликације
За коришћење и нормално функционисање апликације Букмаркер која је бесплатна, осим валидне е-маил адресе нису потребни други лични подаци регистрованих корисника апликације.
Апликација се налази на адреси https://bukmarker.app/, одакле се могу преузети мобилне верзије апликације за Android  iOS уређаје у Google Play, односно App Store. 